# إلين أتكينز
إلين أتكينز (بالإنجليزية: Eileen June Atkins) هي كاتبة سيناريو وممثلة بريطانية، ولدت في 16 يونيو 1934 بلندن في المملكة المتحدة. بدأت مشوارها المهني سنة 1953، ومن الجوائز التي نالتها جائزة لورنس أوليفيه.

## أعمال

### أفلام
- (1983) مصفف الشعر
- (2001) منتزه جوسفورد[7]
- (2002) الساعات[8]
- (2003) الجبل البارد[9]
- (2004) فانيتى فير[10][11]
- (2007) أحذية باليه
- (2010) روبن هود[12][13][14]
- (2013) مخلوقات جميلة[15]
- (2014) السحر في ضوء القمر[16][17]
- (2014) متتالية فرنسية[18][19]

### مسلسلات
- التاج

## جوائز وترشيحات
جوائز
- جائزة لورنس أوليفيه

ترشيحات
- جائزة توني لأفضل ممثلة مسرحية [الإنجليزية]‏ (1967)
- جائزة توني لأفضل ممثلة مسرحية [الإنجليزية]‏ (1972)
- جائزة توني لأفضل ممثلة مسرحية [الإنجليزية]‏ (1995)
- جائزة توني لأفضل ممثلة مسرحية [الإنجليزية]‏ (2004)

## وصلات خارجية
- إلين أتكينز على موقع IMDb (الإنجليزية)
- إلين أتكينز على موقع ألو سيني (الفرنسية)
- إلين أتكينز على موقع ميوزك برينز (الإنجليزية)
- إلين أتكينز على موقع تيرنر كلاسيك موفيز (الإنجليزية)
- إلين أتكينز على موقع أول موفي (الإنجليزية)
- إلين أتكينز على موقع قاعدة بيانات برودواي على الإنترنت (الإنجليزية)
- إلين أتكينز على موقع قاعدة بيانات الأفلام السويدية (السويدية)
- إلين أتكينز على موقع إن إن دي بي (الإنجليزية)
- إلين أتكينز على موقع ديسكوغز (الإنجليزية)
- إلين أتكينز على موقع قاعدة بيانات الفيلم (الإنجليزية)